# Hubert Schumann
Hubert Schumann (geboren am 4. Dezember 1941 in Kenzingen im Breisgau; gestorben am 25. August 2013 in Berlin) war ein deutscher Übersetzer der polnischen Literatur ins Deutsche, Schriftsteller und Literaturkritiker.

## Lebenslauf
Hubert Schumann wurde in der Stadt Kenzingen im Breisgau, im südwestlichen Teil Baden-Württembergs geboren. Seine Kindheit und Jugend verbrachte er in der mittelsächsischen Stadt Hainichen, der Heimatstadt seiner Mutter.
Nach dem Abitur studierte er von 1961 bis 1966 Slawistik und Polonistik an der Universität Leipzig. In dieser Zeit entwickelte er ein besonderes Interesse für die polnische Kultur und Literatur, wobei er zeitlebens von seiner Frau Barbara, ebenfalls Slawistin, Polonistin und Übersetzerin, unterstützt wurde.
Während seines Studiums absolvierte Schumann ein Praktikum beim Reclam-Verlag, wo er später zwei Jahre lang als Lektor für slawische Sprachen tätig war.
1968 zog er nach Warschau zu seiner Frau, die 1966 hierher gezogen war. Beide arbeiteten bis 1973 in der DDR-Botschaft – Barbara Schumann in der Kulturabteilung und Hubert Schumann in der Presseabteilung.
Nach der Rückkehr nach Berlin nahm Schumann kurzzeitig eine Stelle als Lektor im Aufbau-Verlag an. Danach entschied er sich für eine selbständige Tätigkeit, da ihm geistige Freiheit und Unabhängigkeit von allen Institutionen sehr wichtig waren. Von 1974 bis zu den 1990er Jahren arbeitete er als freier literarischer Übersetzer, Rezensent und Herausgeber. Er gehörte keiner Organisation an und trat auch nie der Sektion der Übersetzer des Schriftstellerverbandes der DDR bei, obwohl diese Mitgliedschaft gewisse Vorteile, auch finanzieller Art, bot. Schumann verband seine Übersetzertätigkeit mit den Aufgaben eines Gutachters und Rezensenten polnischer Literatur, immer auf der Suche nach interessanten Titeln und neuen Talenten. Er war ein exzellenter Kenner dieser Literatur und ein Förderer polnischer Autoren, stets pflegte er einen engen Kontakt zur polnischen Literaturszene.
Eine wichtige Zäsur in seinem Leben waren die 1990er Jahre nach der deutschen Wiedervereinigung, als er sich – wie viele freischaffende Autoren aus der ehemaligen DDR – seine Position auf dem Verlagsmarkt neu aufbauen musste, obwohl er über ein umfangreiches und anerkanntes Werk verfügte. Aus diesem Grund gab er seine Tätigkeit als Übersetzer auf und arbeitete in den Jahren 1992–1999 als Leiter des Stenografischen Dienstes des Landtags Brandenburg in Potsdam. Er starb 2013 nach langer Krankheit.

## Werke
Das Œuvre von Hubert Schumann ist umfangreich und vielfältig. Die meisten der etwa 40 Bücher, die in seiner Übersetzung erschienen, wählte er selbst aus – er suchte die wertvollsten Titel heraus und schlug den Verlagen vor, sie zu veröffentlichen. Er arbeitete mit verschiedenen Verlagen in der DDR zusammen, vor allem mit dem renommierten Ostberliner Verlag Volk und Welt, war aber auch bei den westdeutschen Verlegern (z. B. Verlag Neue Kritik in Frankfurt am Main, Verlag Pahl-Rugenstein in Köln) hoch angesehen.
Zu den Texten, die er dem deutschen Leser durch Übersetzungen zugänglich gemacht hat, gehören vor allem die Werke von Stanisław Lem („Das absolute Vakuum“, „Lokaltermin“, „Frieden auf Erden“, „Der Flop“, „Die Wiederholung“ u. a.) und Hanna Krall („Dem Herrgott zuvorkommen“, „Tanz auf fremder Hochzeit“, „Unschuldig für den Rest des Lebens. Literarische Reportagen aus Polen“ u. a.). Er hat Romane, aber auch Kurzgeschichten, Essays und kleinere literarische Formen von vielen namhaften Autoren übersetzt – sowohl zeitgenössischen (Kornel Filipowicz, Józef Hen, Marek Hłasko, Aleksander Minkowski, Igor Newerly, Roman Bratny, Zofia Posmysz, Marek Nowakowski, Bohdan Czeszko, Jerzy Putrament) als auch früheren (Władysław Reymont, Wacław Sieroszewski, Juliusz Kaden-Bandrowski), darunter die programmatischen Texte der Krakauer Avantgarde (etwa von Tadeusz Peiper und Julian Przyboś).
Hervorzuheben sind auch seine Übersetzungen von Drehbüchern und Texten, die für Film und Theater adaptiert wurden, z. B. von: Jerzy Stefan Stawiński, („Der Abend vor dem Fest“, „Denn ich verlor ihretwegen den Verstand...“), Krzysztof Zanussi („Struktur des Kristalls“, „Das Jahr der ruhigen Sonne“, „Wand an Wand“, „Die Spirale“, „Die Konstante“, „Der Kontrakt“ u. a.), Mirosław Żuławski („Die Orchidee und andere Geschichten meiner Frau“), Krystyna Berwińska („Con amore“) oder Andrzej Kijowski („Der Dirigent“).
Darüber hinaus kann die Bedeutung seiner Arbeit als Kritiker und Herausgeber nicht hoch genug eingeschätzt werden. In seinen rund 90 Rezensionen für verschiedene Verlage erwies er sich als exzellenter Kenner der Literatur, der polnischen Geschichte und Mentalität und förderte so viele polnische Autoren auf dem deutschen Markt.
Als Autor mit Leidenschaft und der Fähigkeit, seine Ansichten zu verteidigen, war Schumann maßgeblich an der Veröffentlichung von Kazimierz Moczarskis „Gespräche mit dem Henker“ in seiner eigenen Übersetzung beteiligt, der ein längerer, politisch motivierter Kampf vorausgehen musste. Aus seiner Initiative wurde eine Sammlung von Michał Radgowskis Feuilletons („Kaltes Feuerwerk“) in eigener Auswahl und Übersetzung veröffentlicht. Gemeinsam mit Jutta Janke erarbeitete er (inkl. ein Vorwort) eine umfassende Anthologie polnischer Werke „Nachbarn. Texte aus Polen“ (Berlin 1985). Erwähnenswert ist auch, dass Hubert Schumann der Autor des hochgelobten Nachworts zur deutschen Ausgabe von Witold Gombrowiczs „Ferdydurke“ (in Übersetzung von Walter Tiel, München 1983 und Berlin 1985) war.
Der literarische Nachlass von Hubert Schumann wurde 2019 von seiner Frau Barbara Schumann dem Karl Dedecius Archiv der Europa-Universität Viadrina am Collegium Polonicum in Słubice übergeben.

## Die Übersetzungsarbeiten von Hubert Schumann (Auswahl)
- 1976: Kornel Filipowicz, Meine geliebte stolze Provinz und andere Erzählungen [Erzählungen aus mehreren Bänden 1958–1971], Auswahl: Jutta Janke, Berlin: Verl. Volk und Welt.
- 1976: Ewa Nowacka, Im Schatten der Malve [W cieniu malwy, 1974], Berlin: Verl. Volk und Welt.
- 1977: Józef Hen, Yokohama [Yokohama, 1974], Berlin: Verl. Volk und Welt.
- 1977: Janusz Osęka, Mann mit heiterem Gemüt. Humoresken und Satiren, Auswahl: Jutta Janke, Berlin: Eulenspiegel-Verlag.
- 1977: Jerzy Wittlin, Leben und leben lassen. Satirische Texte, Berlin: Henschelverlag Kunst u. Gesellschaft.
- 1978: Bogdan Czeszko, Hochwasser [Powódź, 1975], Berlin: Verl. Volk und Welt.
- 1978: Stanisław Lem, Die Maske. Erzählung [Maska, 1976], Berlin: Verl. Volk und Welt.
- 1978: Stanisław Lem, Professor A. Dońda [Profesor A. Dońda. Ze wspomnień Ijona Tichego, 1974], in: Lem Stanisław, Sterntagebücher, übers. von Caesar Rymarowicz, 4. Aufl., Berlin: Verl. Volk und Welt.
- 1978: Mirosław Żuławski, Die Orchidee und andere Geschichten meiner Frau [Opowieści mojej żony, 1970], Berlin: Verl. Volk und Welt.
- 1979: Marek Hłasko, Hafen der Sehnsucht. Erzählungen [Port pragnień. Opowiadania, 1963], Berlin: Verl. Volk und Welt.
- 1979: Juliusz Kaden-Bandrowski, Die schwarzen Schwingen [Czarne skrzydła, 1928] (gemeinsam mit Kurt Kelm), Berlin: Volk u. Welt.
- 1979: Hanna Krall, Dem Herrgott zuvorkommen [Zdążyć przed Panem Bogiem, 1977], Berlin: Verl. Volk und Welt.
- 1979: Janusz Zajdel, Unterwegs zum Kalten Stern. Wissenschaftlich-phantastische Erzählung [Prawo do powrotu, 1975], Berlin: Verl. Neues Leben.
- 1980: Krystyna Berwińska, Con amore [Con amore, 1976], Berlin: Verl. Neues Leben.
- 1980: Michał Radgowski, Kaltes Feuerwerk. Feuilletons [aus: Zimne ognie. Zając transferowy. Zbiór felietonów, 1977, sowie aus der Wochenzeitung „Polityka“], Hg. und übersetzt von Hubert Schumann, Eulenspiegel-Verlag.
- 1980: Jerzy Stefan Stawiński, Der Abend vor dem Fest. Zwei Erzählungen [aus: Wieczór przedświąteczny. Opowiadania, 1965; Bo oszalałem dla niej, 1976], Berlin: Verl. Volk und Welt.
- 1981: Kazimierz Moczarski, Gespräche mit dem Henker [Rozmowy z katem, 1977], Berlin: Verlag der Nation.
- 1981: Krzysztof Zanussi, Struktur des Kristalls. Filmerzählungen [Struktura kryształu. Scenariusze filmowe], Berlin: Verl. Neues Leben.
- 1982: Andrzej Kijowski, Der Dirigent [Dyrygent], w: Die St.-Christophorus-Kapelle. Erzählungen, Auswahl: Barbara Antkowiak, Berlin: Volk und Welt, S. 63–118.
- 1982: Aleksander Minkowski Kreislaufstörung. Fernsehroman [Układ krążenia, 1978], Berlin: Verl. Volk und Welt.
- 1983: Hanna Krall, Unschuldig für den Rest des Lebens. Frühe Reportagen (wspólnie z Anną Leszczyńską) [aus: Sześć odcieni bieli, 1978], Frankfurt am Main: Verl. Neue Kritik.
- 1983: Wilhelmina Skulska, Ein vager Verdacht [Słowo inspektora, 1979], Berlin: Verl. Neues Leben.
- 1984: Konrad Fiałkowski, Homo divisus [Homo divisus 1979], Berlin: Verl. Neues Leben.
- 1984: Jerzy Putrament, Ein halbes Jahrhundert. Memoiren. 1956–1960 [Pół wieku. Poślizg, 1980], Berlin: Verl. Volk und Welt.
- 1985: Stanisław Lem, Lokaltermin [Wizja lokalna, 1982], Frankfurt am Main-Leipzig: Insel-Verl.
- 1985: Zofia Posmysz, Urlaub an der Adria [Wakacje nad Adriatykiem, 1970], Berlin: Verl. Neues Leben.
- 1985: Nachbarn. Texte aus Polen, Hg. von Jutta Janke und Hubert Schumann (Übersetzer: H. Bereska, Ch. Eckert, Ch. i J. Jankowiak, K. Kelm, D. Scholze, H. Schumann, Ch. Vogel), Berlin: Volk und Welt.
- 1986: Der Mensch in den Dingen. Programmtexte und Gedichte der Krakauer Avantgarde, Hg. von Heinrich Olschowsky (darin in Übersetzung von Hubert Schumann einige Texte von Jan Brzękowski, Tadeusz Peiper, Julian Przyboś), Leipzig: Verlag: Philipp Reclam jun.
- 1986: Stanisław Lem, Der Flop [Pokój na Ziemi, 1987], Berlin: Verl. Volk und Welt.
- 1986: Stanisław Lem, Frieden auf Erden [Pokój na Ziemi, 1987], Frankfurt am Main-Leipzig: Insel-Verlag.
- 1986: Stanisław Lem, Fiasko [Fiasko, 1986], Frankfurt am Main: S. Fischer, Berlin: Verl. Volk und Welt (1987).
- 1987: Aleksander Minkowski, Das Freiluftmuseum [Zmartwychstanie Pudrycego, 1984], Berlin: Verl. Volk und Welt; Köln: Pahl-Rugenstein 1988.
- 1988: Władysław Huzik,  Gestohlene Gesichter [Ukradzione twarze, 1985], Berlin: Verl. Neues Leben.
- 1988: Andrzej Krzepkowski / Andrzej Wójcik, Diskrete Zone [Obszar nieciągłości, 1979], Berlin: Verl. Neues Leben.
- 1989: Ryszard Sadaj, Der Erbsitz. Ein Familienroman [Galicjada, 1984], Berlin: Verl. Volk und Welt.
- 1989: Krzysztof Zanussi, Das Jahr der ruhigen Sonne. Filmerzählungen [Scenariusze filmowe II, 1985], Berlin: Verl. Neues Leben.
- 1990: Igor Newerly, Der Hügel vom blauen Traum [Wzgórze błękitnego snu, 1986], Berlin: Verl. Volk und Welt.
- 1991: Wacław Sieroszewski, Der Teufel von jenseits des Meeres [Zamorski diabeł, 1903], Berlin: Verl. Neues Leben.
- 1993: Henryk Grynberg, Kalifornisches Kaddisch [Kalifornijski kadisz, 1987], Frankfurt am Main: Verl. Neue Kritik.
- 1993: Hanna Krall, Tanz auf fremder Hochzeit [Taniec na cudzym weselu, 1993], Frankfurt am Main: Verl. Neue Kritik.